# Алгебарски метод паровања
Алгебарски метод паровања примењује се у шаху као метод паровања код Бергерових, односно кружних турнира.

## Променљиве
- x, y — турнирски бројеви такмичара
- k — редни број кола
- n — укупан број такмичара на турниру

Ако је турнир са непарним бројем учесника, број учесника пред употребу у овим формулама своди се на први већи парни број.

## Коло у ком се састају два играча

### Формуле
Играчи са турнирским бројевима x и y састају се у k-том колу при броју учесника n према формули:
{\displaystyle k=x+y-n,\quad x+y>n}, или
{\displaystyle k=x+y-1,\quad x+y\leq n}.

### Последњи турнирски број
Изузетак од ове формуле је играч са последњим турнирским бројем. За њега важи:
{\displaystyle k=2x-n,\quad 2x>n}, или
{\displaystyle k=2x-1,\quad 2x\leq n}.

### Примери
- На турниру од 20 учесника, број 12 и број 17 састају се у 9. колу (12+17-20).
- На турниру од 12 такмичара, број 2 и број 5 састају се у 6. колу (2+5-1).
- Играч број 14 са играчем број 7 на турниру од 14 учесника састаје се у 13. колу (2х7-1).
- Играч број 14 са играчем број 10 на турниру од 14 учесника састаје се у 6. колу (10х2-14).

## Турнирски број играча

### Формуле
Турнирски број играча y ако је познат укупан број учесника турнира n, турнирски број играча x и број кола k:
{\displaystyle y={(k-x)}+n,\quad (k-x)\leq 0}, или
{\displaystyle y={(k-x)}+1,\quad (k-x)>0}.

### Последњи турнирски број
И овде је играч са последњим турнирским бројем изузетак. За добијање његовог противника важи:
- при непарном броју учесника турнира:

{\displaystyle y={\frac {k+1}{2}}},
- при парном броју учесника турнира:

{\displaystyle y={\frac {k+n}{2}}}.

### Примери
- Играч број 15 у 12. колу на турниру од 19 играча, игра против играча број 17; — (12-15) < 0; (20 - 3) = 17. Напомена: узето је да је турнир од 20 играча јер се број учесника своди на први већи паран број.
- На истом турниру (19 такмичара), играч број 12 у 9. колу састаје се са играчем број 17; — (9-12) < 0; (20 - 3) = 17.
- На истом турниру (19 такмичара), играч број 4 у 11. колу састаје се са играчем број 8; — (11-4) ≤ 0; (7 + 1) = 8.
- На турниру од 10 такмичара, последњи играч у 6. колу састаје се са играчем број 8; — (10 + 6) : 2 = 8.
- На турниру од 15 такмичара, последњи играч у 7. колу састаје се са играчем број 4; — (7 + 1) : 2 = 4.